# Patinação artística na Universíada de Inverno de 2001 - Individual feminino
A competição individual feminino da patinação artística na Universíada de Inverno de 2001 foi realizada em Zakopane, Polônia.

## Medalhistas
| Ouro   | RUS Irina Tkatchuk |
| Prata  | POL Sabina Wojtala |
| Bronze | ITA Silvia Fontana |

## Resultados

### Geral
| Pos.              | Nome                   | Nacionalidade    | Pontos | PC | PL |
| ----------------- | ---------------------- | ---------------- | ------ | -- | -- |
| Medalha de ouro   | Irina Tkatchuk         | Rússia           | 2.0    | 2  | 1  |
| Medalha de prata  | Sabina Wojtala         | Polônia          | 3.5    | 3  | 2  |
| Medalha de bronze | Silvia Fontana         | Itália           | 3.5    | 1  | 3  |
| 4                 | Júlia Sebestyén        | Hungria          | 7.5    | 7  | 4  |
| 5                 | Utako Wakamatsu        | Japão            | 8.0    | 6  | 5  |
| 6                 | Anastasia Ratkovskaya  | Rússia           | 8.0    | 4  | 6  |
| 7                 | Kanako Takahashi       | Japão            | 12.5   | 11 | 7  |
| 8                 | Pang Rui               | China            | 13.5   | 9  | 9  |
| 9                 | Iryna Lukianenko       | Ucrânia          | 13.5   | 5  | 11 |
| 10                | Jekaterina Golovatenko | Estônia          | 15.0   | 10 | 10 |
| 11                | Yuka Kanazawa          | Japão            | 16.0   | 16 | 8  |
| 12                | Miia Marttinen         | Finlândia        | 16.0   | 8  | 12 |
| 13                | Jung Min-joo           | Coreia do Sul    | 19.5   | 13 | 13 |
| 14                | Yao Jia                | China            | 21.5   | 15 | 14 |
| 15                | Jennifer Molin         | Suécia           | 23.5   | 13 | 17 |
| 16                | Anja Beslic            | Eslovênia        | 24.5   | 19 | 15 |
| 17                | Martine Adank          | Suíça            | 24.5   | 17 | 16 |
| 18                | Anneli Servin          | Suécia           | 25.0   | 12 | 19 |
| 19                | Bao Li                 | China            | 28.5   | 21 | 18 |
| 20                | Malin Hållberg-Leuf    | Suécia           | 29.0   | 18 | 20 |
| 21                | Petra Lehka            | República Tcheca | 32.0   | 22 | 21 |
| WD                | Ivana Jakupcevic       | Croácia          | —      | 20 | WD |

Legenda
| Recorde mundial      | Recorde mundial (World record)               |                       | Recorde africano                      | Recorde africano (African) |                                           | Q | Classificado por posição (Qualified) |
| Recorde olímpico     | Recorde olímpico (Olympic record)            | Recorde da América    | Recorde da América (Americas)         | q                          | Classificado por melhor tempo (Qualified) |   |                                      |
| Melhor marca do ano  | Melhor marca do ano (World leading)          | Recorde asiático      | Recorde asiático (Asian)              | DNS                        | Não largou (Did not start)                |   |                                      |
| Recorde nacional     | Recorde nacional (National record)           | Recorde europeu       | Recorde europeu (European)            | DNF                        | Não terminou (Did not finish)             |   |                                      |
| Recorde pessoal      | Recorde pessoal do atleta (Personal best)    | Recorde da Oceania    | Recorde da Oceania (Oceania)          | DSQ / DQ                   | Desclassificado (Disqualified)            |   |                                      |
| Recorde da temporada | Recorde da temporada do atleta (Season best) | Recorde sul-americano | Recorde sul-americano (South America) | NM                         | Sem marca (No mark)                       |   |                                      |